# Ocotea tonii
Ocotea tonii är en lagerväxtart som först beskrevs av Cyrus Longworth Lundell, och fick sitt nu gällande namn av H. van der Werff. Ocotea tonii ingår i släktet Ocotea och familjen lagerväxter. Inga underarter finns listade i Catalogue of Life.